# 審査委員会
審査委員会（しんさいいんかい、英：Commission of Triers）とは、清教徒革命期のイングランド共和国で1654年に設立された組織。聖職者の資格審査を行うために設置され、共和国の宗教政策を取り仕切り、国家教会体制の確立に腐心した。審査で不適格と判断された聖職者の追放を行った追放委員会（ついほういいんかい、英：ejectors）についても合わせて記述する。

## 経過
委員会の原案はオリバー・クロムウェルの側近である神学者ジョン・オウエンが、1652年に異端のソッツィーニ派禁圧を求めてランプ議会へ提出した請願に基づき、翌1653年に纏められた『謙虚な提案』が元になっていた。長老派と独立派の中間で穏健な宗教観を持つオウエンは、異端禁圧だけでなくイングランド国教会（監督制）の解体で混乱していた宗教を立て直すべく、プロテスタント諸派を結集した新たな国家教会を組織しようと図り、宗教における寛容に基づいた国民的和合を実現させることが目的で長老派・独立派・バプテストを中心にした国家教会を確立、その周りは国家から存続を許された他の宗教を並立させるという二重体制を実現させるべく尽力した。こうした国家教会の運営に当たる2つの委員会が計画、護国卿になったクロムウェルがオウエンとトマス・グッドウィン、フィリップ・ナイと協議した結果1654年3月に審査委員会が、8月に追放委員会が設置された。
国家教会構想に当たりオウエンはキリスト教信仰の原理15か条を信仰基準として定め、人々に遵守を求めるべきと提唱した。宗教上の寛容（良心の自由）に一定の限界を設け、急進的分派に制約を課すこの提言はクロムウェルの同意を得られず、ランプ議会・ベアボーンズ議会が立て続けに解散されたため国家教会構想も持ち越され、護国卿時代になった段階で審査委員会が制度化された。信仰原理には同意しなかったクロムウェルだが、国家教会構想は彼の信頼厚いオウエンが作り上げていたためクロムウェルの意向に沿っていたと推測される。
審査委員会のメンバーはクロムウェルに任命された委員38人で構成され、内実は独立派14人・長老派10人・バプテスト3人・俗人11人のピューリタンだった。グッドウィンやヒュー・ピーターなどクロムウェルの側近が入った審査委員会は全国委員会に、俗人で構成された追放委員会は各州委員会に位置付けられ、1653年4月以降任命された聖職者や今後聖職者に推薦される候補者を審査委員会で再審査、不適格と判定された聖職者は追放委員会により聖職禄剥奪などで事実上聖職から追放されることになった。両委員会の目的は過激な宗教を取り締まり、政治上の不満も監視、およびピューリタンによる宗教体制強化と国家教会確立にあった。
不適格の理由は不道徳行為、国教会の祈祷書使用、カトリック信仰や政府に敵意を抱いていることなどが挙げられるが、実際は両委員会とも比較的寛大で、カトリック以外はほとんどの者が聖職者の地位を保持・認可された。独立派に属するクロムウェルも宗教に寛容であり、長老派に歩み寄って支持を取り付けたり、ブロッグヒル男爵ロジャー・ボイルの推薦で穏健な監督制派のリチャード・バクスターを信仰原理を公的に定める討議へ参加させたり、1656年にクエーカーのジェームズ・ネイラーに対する厳罰を主張する第二議会と対立したり、政府に反抗しない限り教義が異なっていても取り締まらない態度を取っていた。信仰原理も定められず、解体されたはずの監督制が未だに社会に根付いて聖職者の間で信仰が続けられていたという事情もあり、カトリックや監督制への取り締まりは緩和されていた。国家教会を構成するはずの三教派の繋がりも不安定でクロムウェルの介入なしには存続が難しかった上、クエーカー・第五王国派など急進派やカトリック・国教会の守旧派から宗教政策の反発を招き、国民的和合は実現しなかった。
1658年にクロムウェルが死亡すると、彼の個人的力量で辛うじて纏まっていた両委員会の三教派協力関係は破綻、息子のリチャード・クロムウェルは三教派を繋ぎ留められず、軍のクーデターにより護国卿辞任へ追いやられた。続く王政復古で国教会が復活、ピューリタン諸派はバラバラのまま没落へと向かい、1688年の名誉革命と翌1689年の寛容法で信仰の自由を認められたが、それは国教会の優位を前提として政府に忠誠を誓った上での条件付きだった。こうしてクロムウェルの宗教政策は失敗したが、形式や宗教の強制を拒み良心の自由と多様の中の統一を重視し、外面的な形式は多様でも内面的にはプロテスタントの幅広い一致を目指す彼の理想は結果としてイングランドに定着、17世紀末までに宗教的寛容へと道を開いていった。